# 布劳韦勒
布劳韦勒是德国莱茵兰-普法尔茨州的一个市镇。总面积3.15平方公里，总人口61人，其中男性31人，女性30人（2011年12月31日），人口密度19人/平方公里。